# ۱۱۹۱ (قمری)
۱۱۹۱ (قمری)، هزار و صد و نود و یکمین سال در گاهشماری هجری قمری است. اول محرم این سال برابر با نهم فوریه سال ۱۷۷۷ میلادی است.